# Un coup d'enfer
Pour plus de détails, voir Fiche technique et Distribution.
Un coup d'enfer (Best Laid Plans), ou Un plan d'enfer, est un film américain réalisé par Mike Barker, sorti en 1999.

## Synopsis
Rick, jeune ouvrier, et Lissa, assistante vétérinaire, s'aiment. Seulement ils ne supportent plus de vivre dans l'ambiance déprimante de leur ville, Tropico, mais ne savent pas comment s'y prendre pour partir. À la recherche d'argent, Nick participe à un casse. Mais ce qui paraissait un simple délit se transforme vite en désastre.

## Fiche technique
- Réalisateur : Mike Barker
- Producteurs : Sean Bailey, Betsy Beers, Alan Greenspan, Chris Moore
- Scénariste : Ted Griffin
- Musique : Craig Armstrong
- Distributeur : Fox Searchlight Pictures, UFD
- Son : Dolby Digital
- Couleur : Technicolor
- Image : 1.85 : 1
- Camera : Panavision Cameras and Lenses
- Format : 35 mm (Kodak)
- Sortie : 28 juillet 1999
- Durée : 92 minutes
- Pays : États-Unis
- Langue : Anglais
- Budget : 7 millions $
- Box Office : $27816 (USA)

## Distribution
- Alessandro Nivola (VF : Xavier Béja) : Nick
- Reese Witherspoon (VF : Jackie Berger) : Lissa
- Josh Brolin : Bryce
- Terrence Howard : Jimmy
- Mike Hagerty : Charlie
- José Mendoza : Renaldo
- Sean Nepita : Freddie

## Réception
Un coup d'enfer a reçu des critiques mitigées et atteint un score de 43% sur Rotten Tomatoes.

## Récompenses et nominations
- California on Location Awards
- 1998: "Location Professional of the Year - Features" - Diane Friedman